# اتحاد غرب ألمانيا لكرة القدم
اتحاد غرب ألمانيا لكرة القدم ( (بالألمانية: Westdeutscher Fußballverband)‏ ؛ WDFV ) هي واحدة من الاتحادات الإقليمية الخمس للاتحاد الألماني لكرة القدم ( (بالألمانية: Deutscher Fußball-Bund)‏ ؛ DFB ) ويغطي ولاية شمال الراين - وستفاليا الألمانية. 